# 에듀챔프
에듀챔프는 김호중이 진행한 경기방송의 라디오 프로그램이다. 2016년 5월 15일부터 첫방송되어 2020년 3월 29일 마지막으로 폐지되었다.

## 프로그램 소개
- 어디론가 떠나고 계시는 분들에게 길 위에 동반자가, 어딘가로 떠나고 싶지만 떠날수 없는 분들에게는 음악으로나마 여행할 권리를 드립니다. 마음으로 떠나는 음악 여행, 최진의 <여행을 떠나요>!

## 역대 진행자
- 김호중 (DJ)